# Kobylice
Kobylice (deutsch Kobilitz) ist eine Gemeinde in Tschechien. Sie liegt sieben Kilometer östlich von Nový Bydžov und gehört zum Okres Hradec Králové.

## Geographie
Kobylice befindet sich auf der Ostböhmischen Tafel im Quellgebiet der Bäche Řasovský potok und Štěpánský potok. In der Umgebung des Dorfes liegen mehrere größere Teiche. Nördlich liegt der Wald Svidník und im Süden der Praseker Forst.
Nachbarorte sind Opatov, Janatov und Lodín im Norden, Tůně im Nordosten, Staré Nechanice im Osten, Stýskal und Kunčice im Südosten, Zvíkov und Budín im Süden, Zdechovice und Prasek im Südwesten sowie Řehoty und Králíky im Nordwesten.

## Geschichte
Die erste urkundliche Erwähnung des zur Herrschaft Bidschow gehörigen Dorfes erfolgte im Jahre 1393. Besitzer des Ortes waren unter anderem im 16. Jahrhundert die Herren von Pernstein, von denen es 1548 Václav Sokol von Leškovice erwarb. 1552 kaufte Erazim Zumerfeld das Dorf. Im Dreißigjährigen Krieg erlosch Kobylice.
Kaiser Ferdinand II. überließ das wüste Dorf 1650 an Johann Freiherr von Cordon. Dieser verkaufte die Güter 1686 an das Benediktinerstift Braunau. Der Orden besiedelte das Dorf mit deutschen Siedlern und errichtete nördlich das Vorwerk Neuhof. 1786 entstand durch Parzellierung der Fluren des Neuhofes die Ansiedlung Opatov.

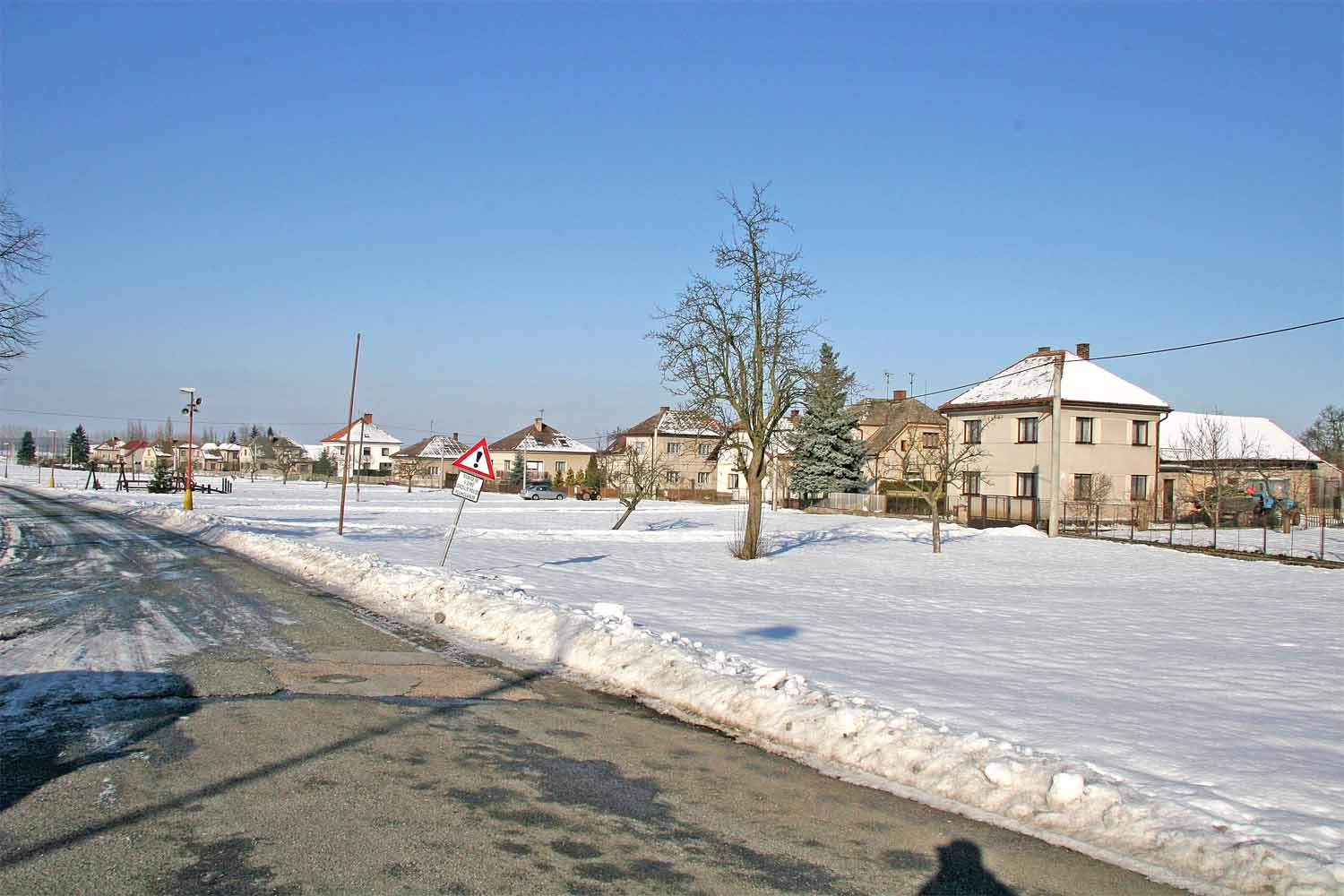
Anger in Kobylice

Nach der Aufhebung der Patrimonialherrschaften bildete Kobilitz/Kobylice mit den Ortsteilen Opatow und Chmelovice ab 1850 eine Gemeinde im Bezirk Nový Bydžov. 1902 bestand die Gemeinde einschließlich ihrer beiden Ortsteile aus 65 Wohnhäusern und hatte 292 Einwohner.
Chmelovice löste sich 1911 los und bildete eine eigene politische Gemeinde. 1940 lebten in den 44 Häusern der Gemeinde 210 Menschen.
1961 wurde Kobylice nach Prasek eingemeindet und dem Okres Hradec Králové zugeordnet. Seit 1992 besteht die Gemeinde wieder.

## Gemeindegliederung
Für die Gemeinde Kobylice sind keine Ortsteile ausgewiesen. Zu Kobylice gehört die Ansiedlung Opatov (Opatow).

## Sehenswürdigkeiten
- Kapelle, im Wald östlich des Dorfes